# Băile Herculane
Băile Herculane (latin : Aqua Herculis ; allemand : Herkulesbad ; hongrois : Herkulesfürdő ; tchèque : Herkulovy Lázně) est une ville du județ de Caraș-Severin, en Roumanie. Elle est connue pour sa station thermale comme étant l'une des plus anciennes d'Europe.

## Station thermale
Les eaux minérales de la station Baile-Herculane ont été découvertes et exploitées par les soldats des légions romaines qui ont conquis l'ancienne Dacie. Vu les propriétés curatives des eaux, les Romains ont appelé la localité Ad acquas Herculi Sacras, d'où son nom actuel.
La ville a eu une existence continue depuis l'an 153.
Après 1718 et le Traité de Passarowitz commence l’histoire moderne et contemporaine de l’endroit.
En 1736 commencent la reconstruction et la modernisation des « bains », des voies d’accès et des bâtiments.
En 1767, le 13e régiment de frontière roumain est créé, les soldats construisent la plupart des bâtiments de la station thermale.
La région est visitée en 1772 par l’empereur Joseph II.
La deuxième étape de la reconstruction commence au XIXe siècle.

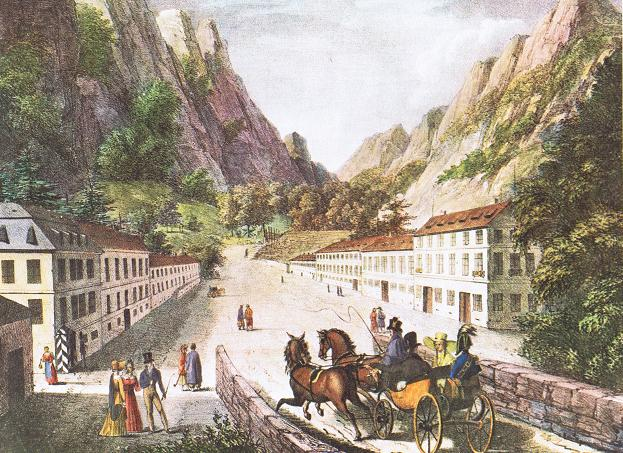
1824. Adolph Kunike (1777–1838)

En 1847, la statue en bronze d’Hercule est installée (travail de Romelmayer et Glants à Vienne).

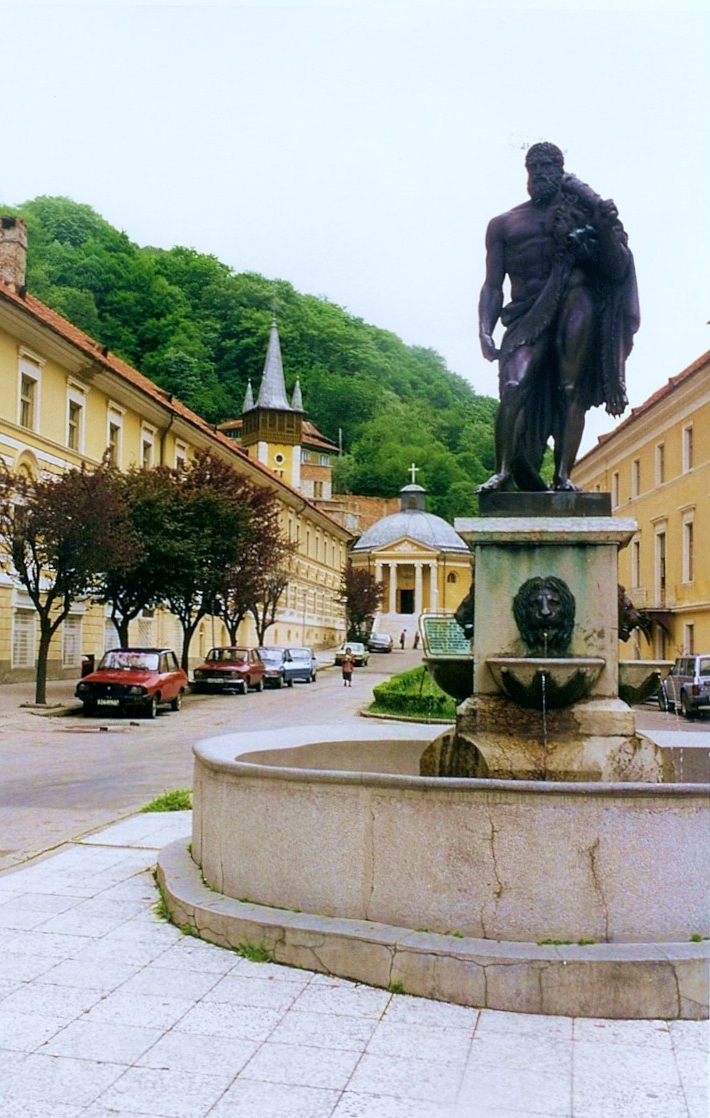
Fontaine et statue d'Hercule.
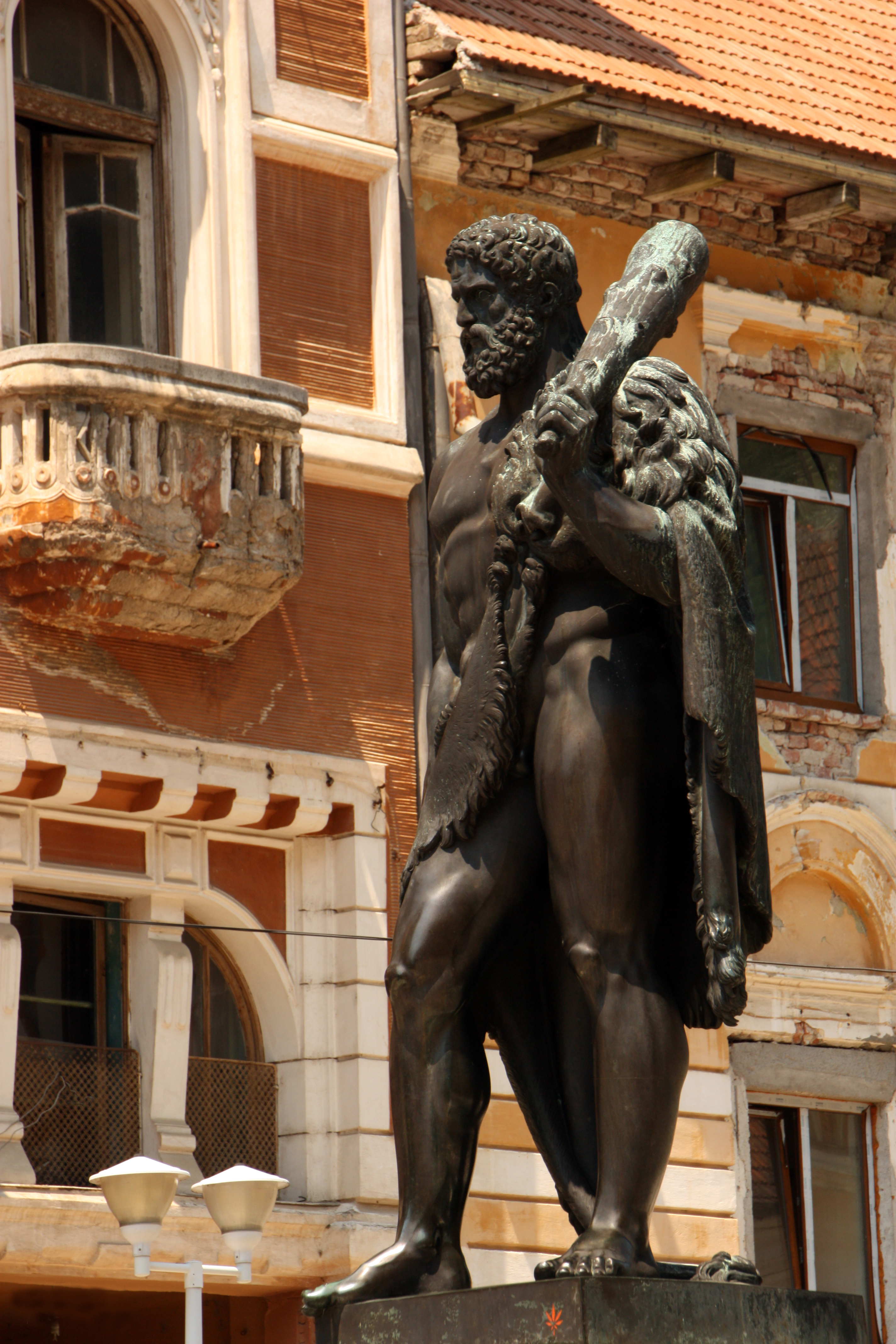
Statue de Hercule classée monument historique.

En 1852, l’empereur François-Joseph fait une visite à la station et déclare : « Ici nous avons, sur la vallée de la Cerna, la plus belle station thermale du continent ». Il reviendra à plusieurs reprises à Băile Herculane (en 1884, 1887, 1890,1892,1896), notamment avec sa femme, Élisabeth (« Sissi ») qui écrit avec bonté ses impressions sur la station thermale.

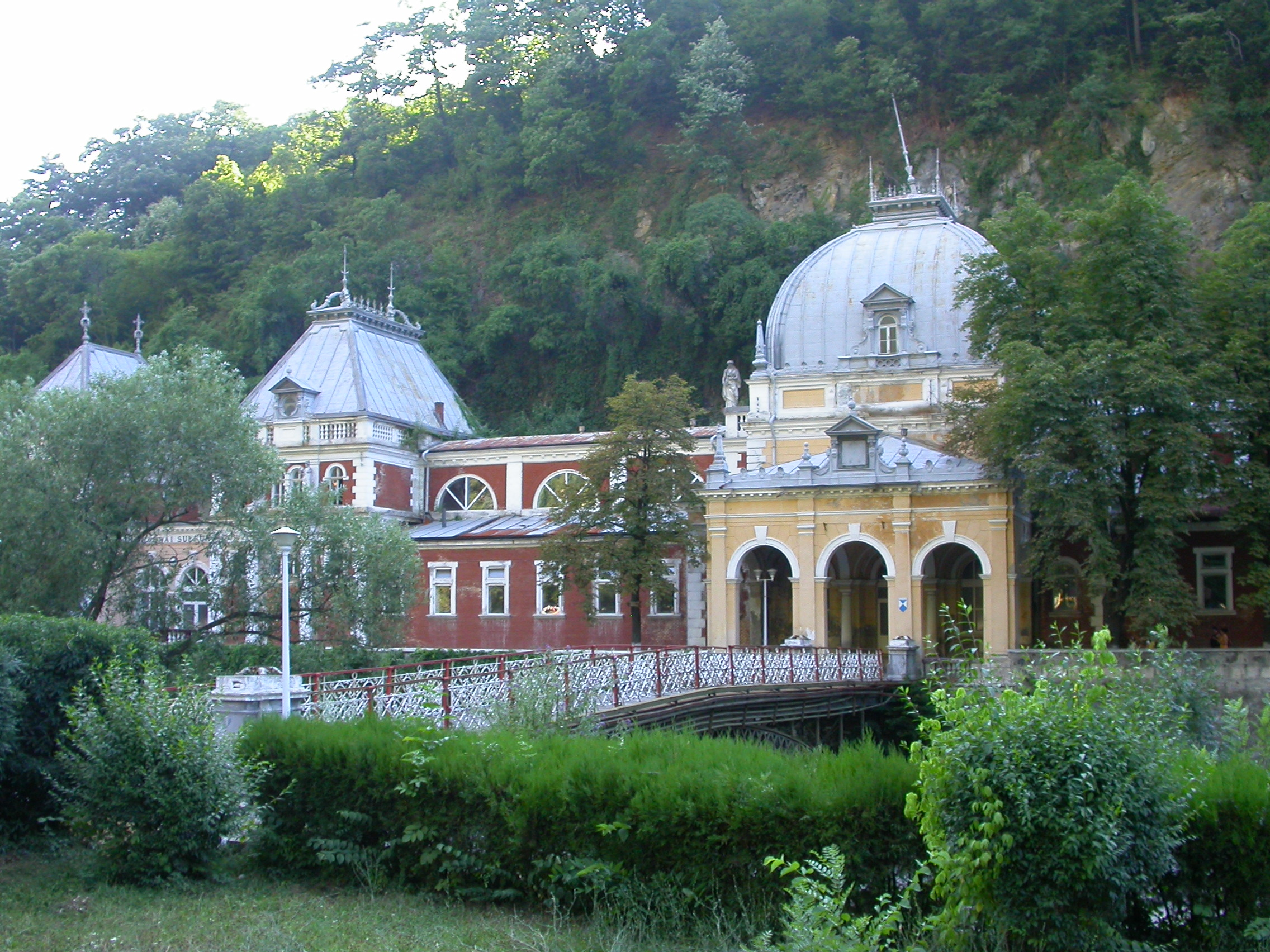
Bains de Neptune. Construction 1883-1886.
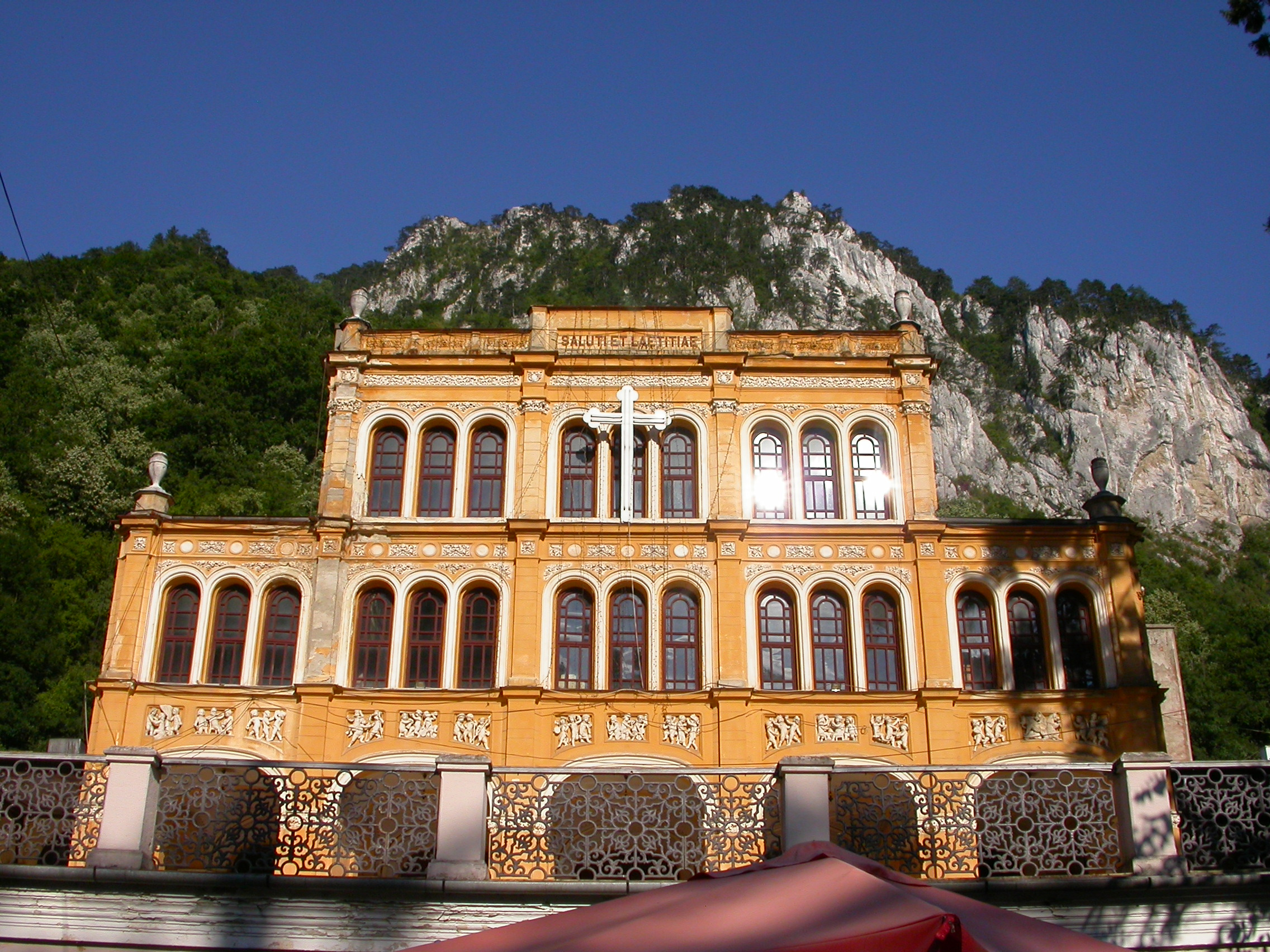
Casino.
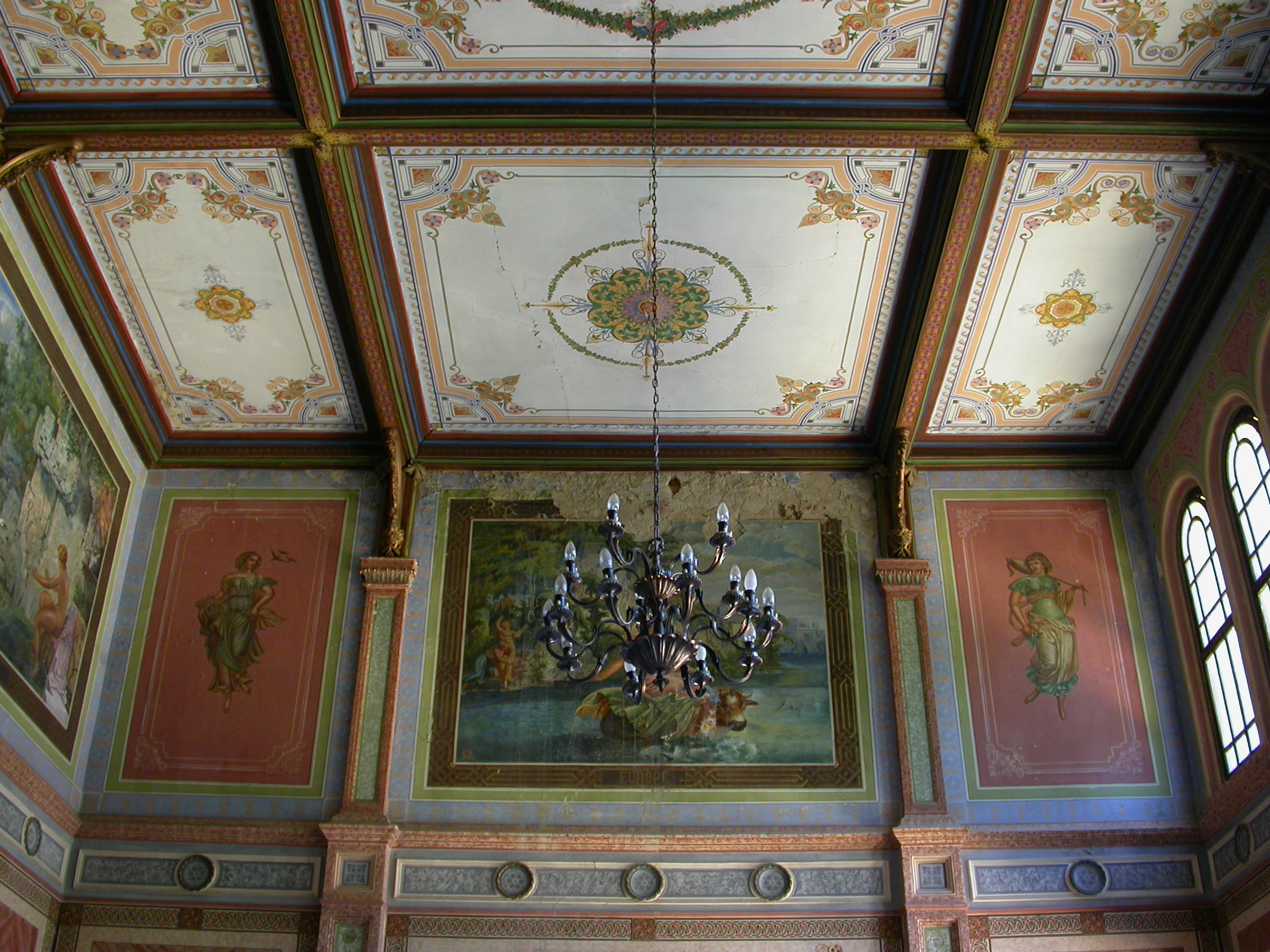
Casino. Plafonds.
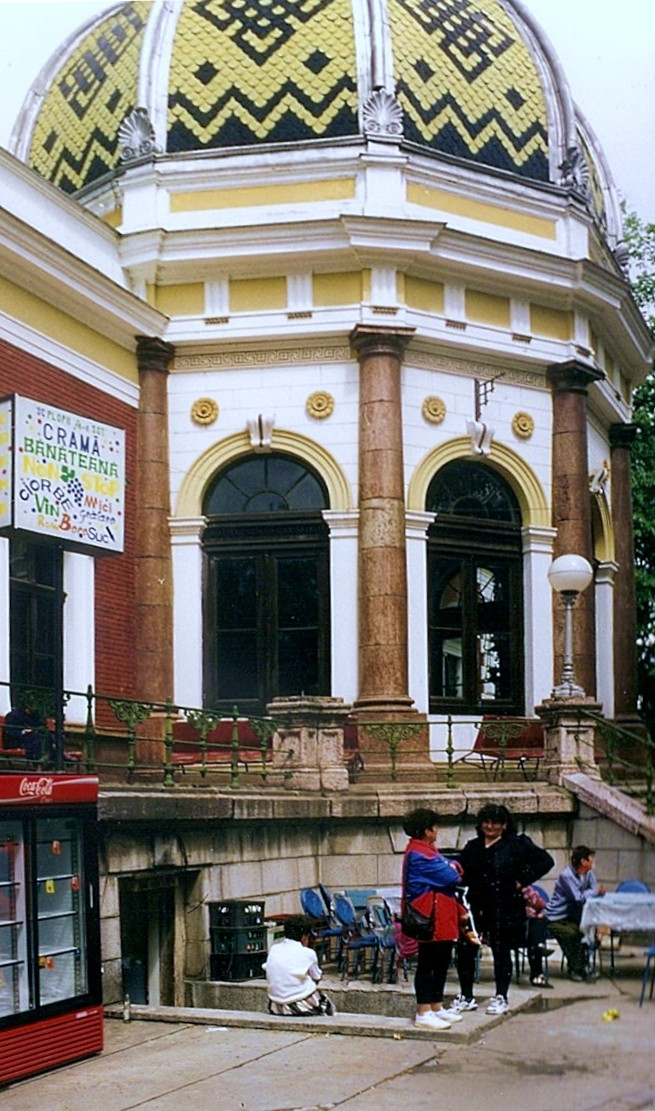
Extérieur de la gare.
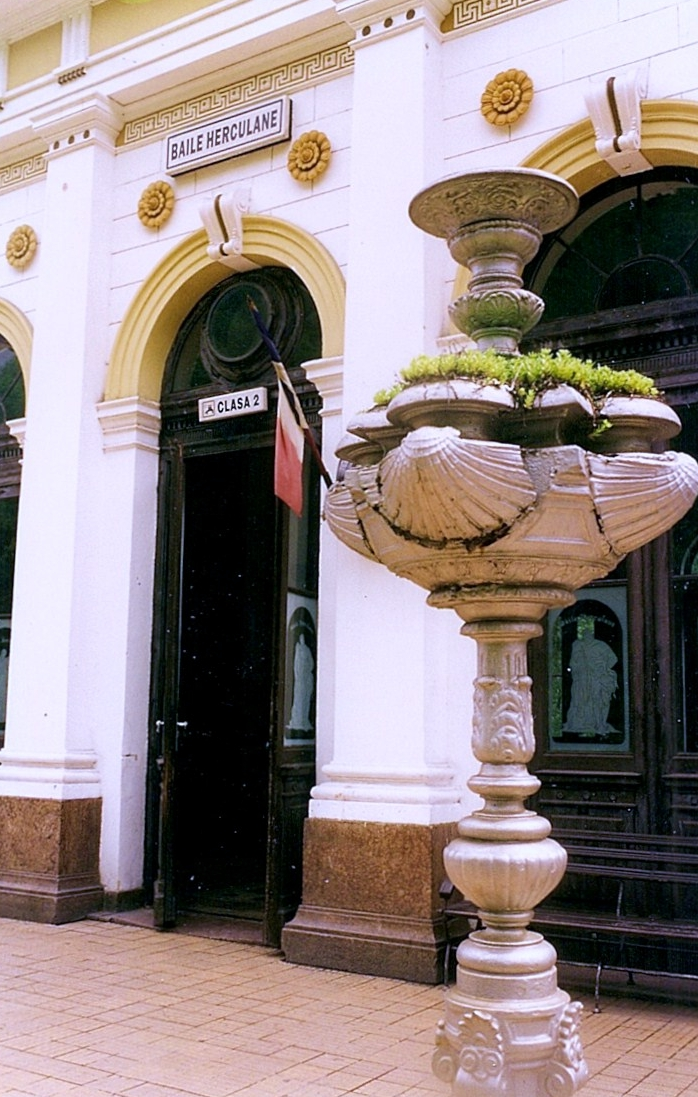
Entrée de la gare.
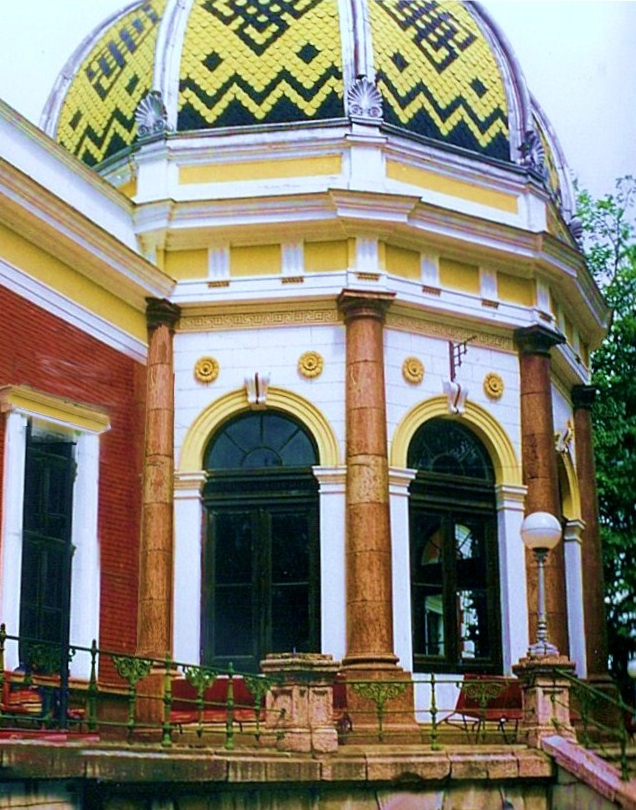
Toiture de la gare.
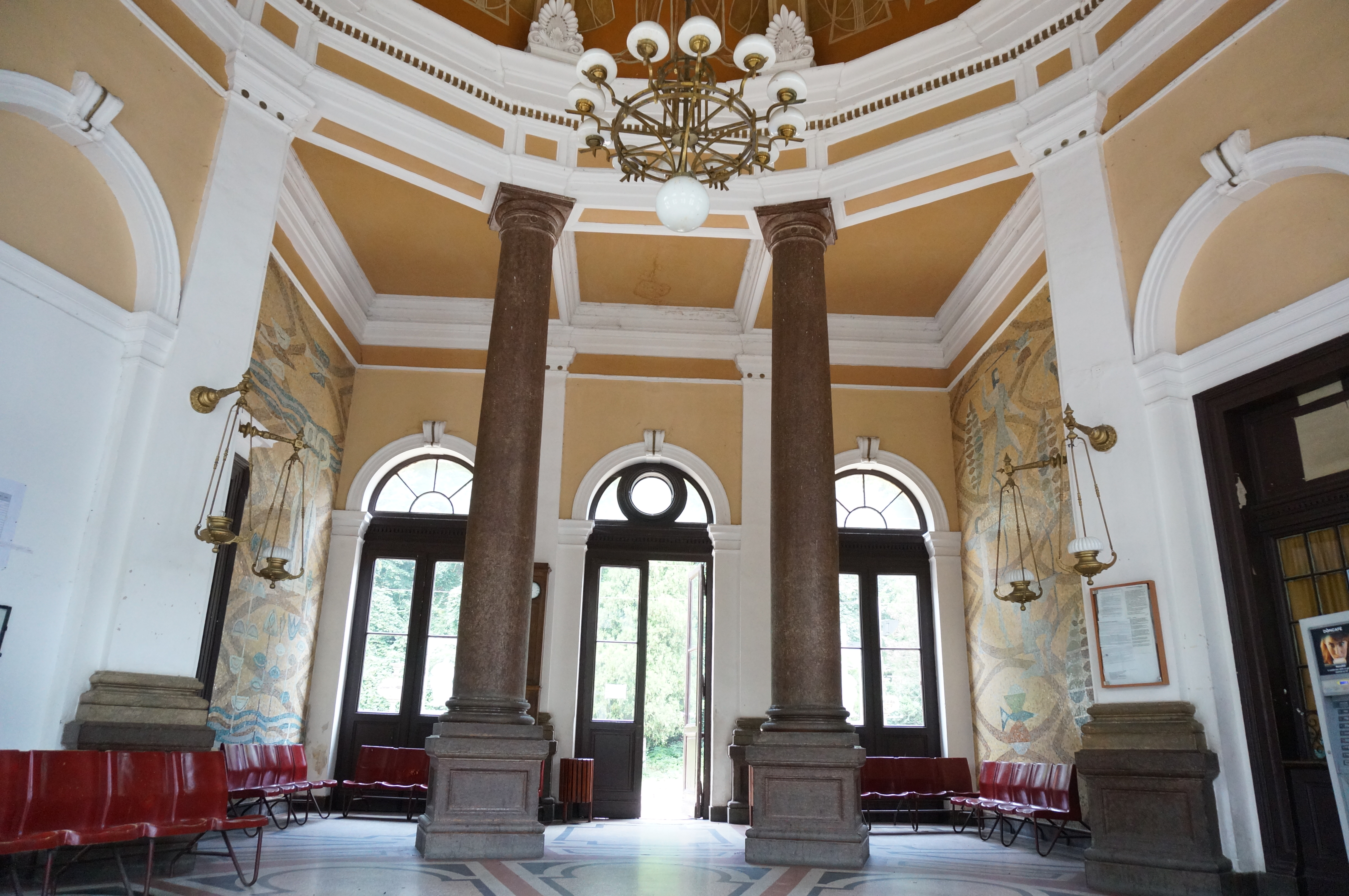
Gare classée monument historique.

Le général Nicolae Cena devient le premier responsable roumain de la station thermale. On lui est redevable du musée et celui-ci porte son nom (en raison de sa collection personnelle qui est donnée en 1922 au musée).
En 1932, le Mont Domogled devient une réserve naturelle et en 2000 une aire protégée le Parc national Domogled-vallée de la Cerna.
En 1970, la construction de la partie moderne de la station thermale (le parc Vicol) commence.

## Démographie
Lors du recensement de 2011, 86,7 % de la population se déclarent roumains et 2,21 % comme roms (1,19 % déclarent une autre appartenance ethnique et 9,88 % ne déclarent pas d'appartenance ethnique).

## Politique
| Parti | Parti                                                 | Sièges |
| ----- | ----------------------------------------------------- | ------ |
|       | Parti national libéral (PNL)                          | 4      |
|       | Parti social-démocrate (PSD)                          | 3      |
|       | M10 (parti politique) (M10)                           | 3      |
|       | Union nationale pour le progrès de la Roumanie (UNPR) | 2      |
|       | Parti Mouvement populaire (PMP)                       | 2      |
|       | Alliance des libéraux et démocrates (ALDE)            | 1      |

## Băile Herculane dans la littérature
Dans son récit de voyage Entre fleuve et forêt (une traversée à pied de Londres à Constantinople effectuée entre 1933 et 1934), l'écrivain britannique Patrick Leigh Fermor, évoque son passage à Băile Herculane.